# Metoda Otsu

Wizualizacja metody Otsu. Czerwona linia oznacza wartość wariancji międzyklasowej w zależności od przyjętego progu

Metoda Otsu – algorytm służący do progowania obrazu (binaryzacji), czyli konwersji obrazu w odcieniach szarości do obrazu binarnego. Opublikowany został w 1979 roku, a jego autorem jest Nobuyuki Otsu. Jest to metoda progowania globalnego, oparta na histogramie. Metoda polega na minimalizacji sumy ważonej wariancji dwóch klas (tła i obiektów pierwszego planu), co jest tożsame z maksymalizacją wariancji międzyklasowej.
Metoda Otsu jest metodą popularną, cenioną za prostotę i efektywność. Jest ona implementowana przez wiele środowisk obliczeniowych (np. MATLAB). Metoda szczególnie dobrze sprawdza się w przypadkach, gdy liczby pikseli tła i obiektów pierwszego planu są zbliżone.

## Opis algorytmu
Niech obraz będzie dany jako zbiór pikseli, z których każdy przyjmuje wartość ze zbioru {\displaystyle [1,2,\dots ,L].} W pierwszej kolejności należy sporządzić histogram obrazu, czyli zliczyć piksele w każdym z odcieni. Liczebności poszczególnych klas niech będą oznaczone jako {\displaystyle [n_{1},n_{2},\dots ,n_{L}],} a łączna liczba pikseli niech wynosi {\displaystyle N.}
Szukana jest wartość progu (niech będzie oznaczona jako {\displaystyle k}). Wszystkie piksele o wartości większej od progu będą należeć do jednej klasy, a pozostałe do drugiej. Wartości wariancji wewnątrz klas można wyrazić za pomocą następujących wzorów:
{\displaystyle \sigma _{0}^{2}=\sum _{i=1}^{k}[{(i-\mu _{0})^{2}{\frac {p_{i}}{\omega _{0}}}}],}
{\displaystyle \sigma _{1}^{2}=\sum _{i=k+1}^{L}[{(i-\mu _{1})^{2}{\frac {p_{i}}{\omega _{1}}}}],}
gdzie:
{\displaystyle p_{i}={\frac {n_{i}}{N}},}
{\displaystyle \omega _{0}=\sum _{i=1}^{k}{p_{i}},\quad \omega _{1}=\sum _{i=k+1}^{L}{p_{i}},}
{\displaystyle \mu _{0}=\sum _{i=1}^{k}{\frac {ip_{i}}{\omega _{0}}},\quad \mu _{1}=\sum _{i=k+1}^{L}{\frac {ip_{i}}{\omega _{1}}}.}
Optymalnym progiem {\displaystyle k^{*}} jest taki, dla którego suma ważona wariancji wewnątrzklasowych jest najmniejsza, czyli zarazem wariancja międzyklasowa jest największa. Aby znaleźć wartość optymalną, należy sprawdzić wszystkie możliwe wartości progów. Można to zapisać formalnie jako:
{\displaystyle \sigma _{B}^{2}(k^{*})=\max _{0\leqslant k<L}\sigma _{B}^{2}(k),}
gdzie:
{\displaystyle \sigma _{B}^{2}=\omega _{0}\omega _{1}(\mu _{1}-\mu _{0})^{2}.}

## Rozszerzenie metody
Metoda Otsu może być rozszerzona do progowania wielopoziomowego, czyli takiego, gdzie obraz jest dzielony na więcej niż dwie klasy. Wraz ze wzrostem liczby klas znacznie spada jednak wydajność metody, gdyż próg jest wyznaczany metodą wyszukiwania wyczerpującego.